# DDL intercettazioni
DDL intercettazioni（通信傍受法案、英語: Wiretapping Act）は、2008年よりイタリア議会にて審議中の法案。

## 背景
マックス・プランク研究所が2006年に調査したところによるとイタリア人が使用する電話が盗聴される割合が他の欧州各国より大きいことが判明した。シルヴィオ・ベルルスコーニ首相と親交がある人物も盗聴被害に遭っている。一例として2007年12月、ベルルスコーニと野党党首、アゴスティーノ・サッカ（RAIジェネラルディレクター）との録音された電話のやり取りが週刊誌「レスプレッソ」に暴露され、複数のメディアからベルルスコーニ首相への強い批判が巻き起こった。
法案は2008年に第4次ベルルスコーニ内閣で司法相を務めていたアンジェリーノ・アルファーノが提出し、2009年に代議院で承認されたが、元老院では修正され、2011年10月に代議院に再提出された。法案支持者は裁判所が頻繁に通信傍受の実行を承認することとメディアが結果に関与すべきでないと主張している。ベルルスコーニ首相は2010年にこの法案はイタリア市民のプライバシーを守るものである必要があると述べている。

## 問題点
審議されている法案の一部（第29節）によるとウェブ上に掲載されたコンテンツに個人のイメージを傷つけるという訴えが寄せられた際には、48時間以内に内容を修正することが義務付けられることや、修正した際に、その旨を記すコメント等は記入できないと明記されている。中傷の有無についてを判断する中立的な第三者を置くことは検討されていないため、法案が可決されれば、情報が真実であるか否かにかかわらず、訴えが起こされた場合には情報を修正する義務が生じる。従わない場合は12,000ユーロの罰金が課せられる可能性があるという。

### 抗議
2010年7月にイタリアの報道関係者は通信傍受法案に抗議してストライキを敢行した。

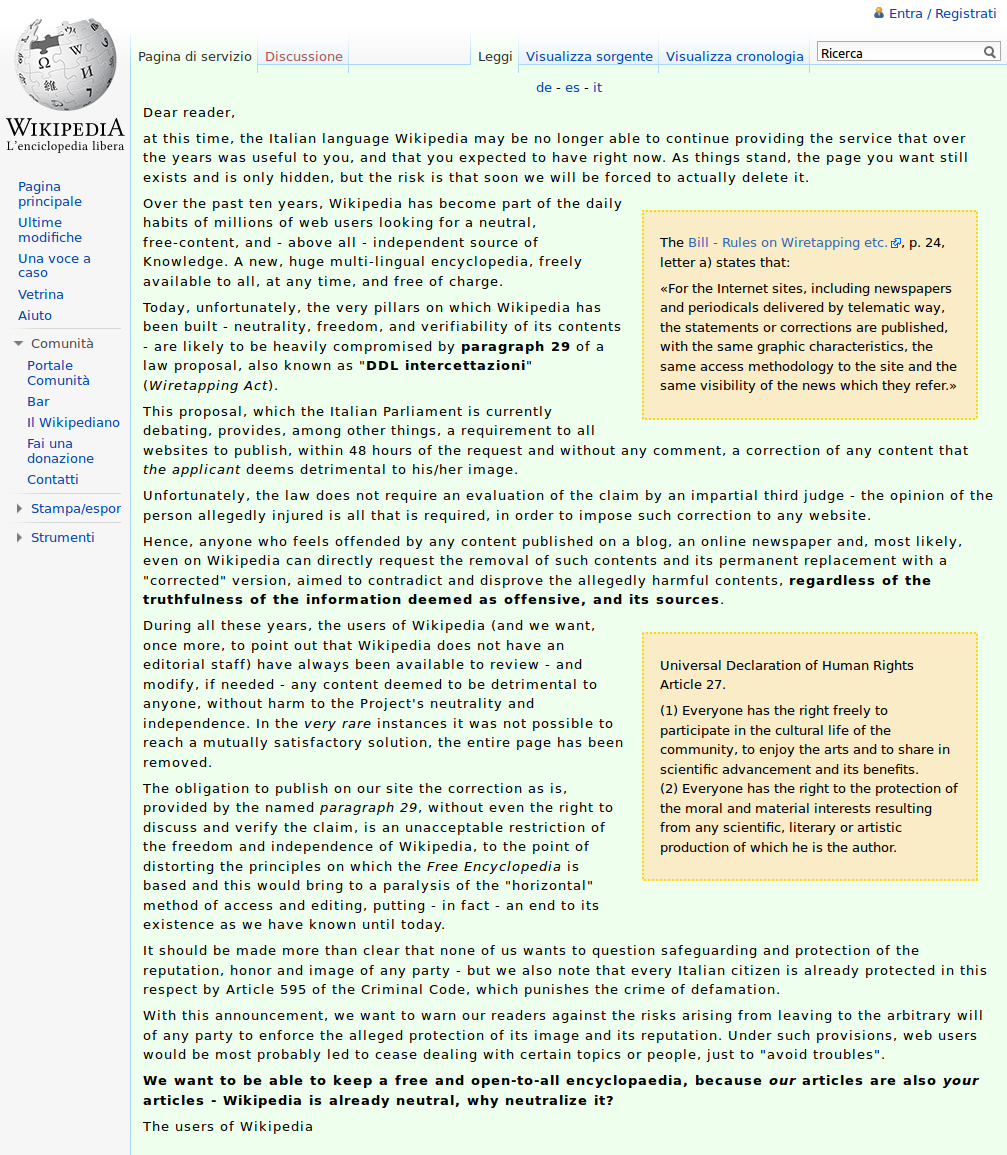
イタリア語版ウィキペディアによる法案への抗議の声明

2011年10月4日にはイタリア語版ウィキペディアの全ページが法案に抗議する声明を掲載したページに転送された。この声明はイタリア語、英語、カタルーニャ語、エスペラント語、フランス語、ドイツ語、ギリシャ語、ヘブライ語、ルーマニア語、スペイン語、ポルトガル語で読むことが出来る。